# Balitora mysorensis
Balitora mysorensis és una espècie de peix de la família dels balitòrids i de l'ordre dels cipriniformes.

## Morfologia
Els mascles poden assolir els 5 cm de longitud total.

## Distribució geogràfica
Es troba a l'Índia: Karnataka, Maharashtra i Kerala.